# Потерча
Потерчá (також потерчу́к, потороча́, страдча, згібленя́, змітча́, збігленя́) — в українській міфології так називають дитину, яка померла нехрещеною, або власне її душу. Демонічна істота.

## Потерчата
За переказами душі потерчат сім років літають і просять: «Хреста!». Їхні голоси подібні до жаб'ячого кумкання. Хто почує голос потерчати, кажуть повір'я, повинен пожаліти нещасну душу: кинути хустину, рушник або шматок полотна — як крижмо для хрещення — і промовити: «Іван та Марія! Хрещу тебе в ім'я Отця, Сина і Святого Духа. Амінь», — і дати ім'я дитині. Тоді померле немовля стає янголом. Коли ж за сім років по смерті таку дитину ніхто не охрестить, вона потрапляє до нечистих духів.
Таке маля крадуть русалки, та й саме воно, як кажуть подекуди в Україні, стає мавкою, «семиліткою». Ці русалки-семилітки володіють особливою мудрістю, що виявляється в розгадуванні чи загадуванні загадок.
Злі духи мучать украдених немовлят, і тільки на Зелені свята вони вільні від страшних тортур. Тому в Лубенському повіті на Полтавщині жінки, які поховали нехрещених малюків, збирали колись на Русалчин Великдень (четвер на Троїцькому тижні) всіх дітей із вулиці і пригощали їх. А на Поділлі під час архаїчного обряду «гоніння шуляка» жінки поминали своїх померлих, особливо нехрещених, дітей. Існувало вірування, згідно з яким на Зелені свята вони з'являлися «мавками», «нявками», «гречухами» й лякали всіх своєю непередбачуваною поведінкою.
В Україні розповідали також, що душа потерчати переходить у пугача або лелеку. По семи роках після смерті потерча, так ніким і не охрещене, стає пугачем. На Поділлі гадали, що саме тому пугач здебільшого живе на гробовищі і кричить: «По-хо-вав». Відголос цього вірування зберегла й народна пісня: «Ой сів пугач на могилі…».
За переказами, живуть потерчата переважно по озерах або болотах. Ходять у темряві з каганчиками, що блимають, то спалахуючи, то гаснучи. Таким чином потерчата заманюють людей у болото.
Ховати нехрещених дітей на кладовищі вважали великим гріхом, тому місця для похорону обирали десь за цвинтарем, на перехресті доріг. У давнину їх ховали в самому житлі: під порогом або ближче до печі. Такий звичай можна пояснити тим, що дуже давно саме біля печі хоронили померлих родичів. Тому кожна мати, яка ховала там дитя, сподівалася, що ним опікуватимуться предки, які не віддадуть його нечистій силі. Поховання ж під порогом або під перелазом у народі пояснювали тим, що, переступаючи це місце, люди щоразу «творили ногами» хрест, перехрещували потерчатко. Існував також звичай переступати новонароджених тварин, оберігаючи їх від нечистої сили. Тих дітей, що народились неживими, закопували й під «верхом», де закривали в сінях «бовдур» — пічну трубу. Це зрозуміло, бо саме димар хати вважали ходом у потойбіччя. З тієї ж таки причини існував звичай зазирати в піч після похорону когось із хатніх родичів, щоб позбутися страху, спричиненого померлими. На Закарпатті, щоб не боятися небіжчика-чоловіка, вдова тричі вигукувала його ім'я в піч.
Хоронили потерчат також під деревами. Дерево, яке садили на могилі, в уявленнях людей є світовим деревом, що поєднує світ живих зі світом померлих. Із троїцького обряду «завивати вінки» в Новгород-Сіверському повіті на Чернігівщині можна зрозуміти, що звичай ховати потерчат під деревами був доволі поширеним.
На Волині до потерчат ставилися обережно. Тут вважали поганою прикметою, коли раптом виявиться, що хату побудовано на місці, де колись закопали померлих дітей. їхні душі, як уже мовилося, весь час літають і просять хрещення. А хто почує їхній голос, має кинути все, що тримав на ту мить у руках.
Хрестячи потерча, його тим самим відбирають у нечистого. Тому вважалося, що тому, хто кидає крижмо потерчаті слід стерегтися, щоб чорт не зробив йому якого зла.
Звичай давати потерчатам імена бачиться значно давнішим за християнський обряд хрещення. Так, згідно з міфологією, створення світу, астральних світил, неба й землі, істот і всіх речей відбулось через їх називання. Дати ім'я — означає дати життя. У випадку з потерчатами — дати життя вічне, прилучити їх до сонму янголів.

## Походження назви
За походженням слово «потерча» пов'язане з дієсловом «потеряти», «потирати» («втрачати», а також «зіпсувати», «зробити шкоду», «зруйнувати») — цікаво, що засвідчено вираз «потеряти дитя» («зробити викидень»). Друга версія, висунута етнологом Д. К. Зеленіним, тлумачить «потерчата» як метатезу ранішого незасвідченого *пачертята: із характерним для української мови зближенням приголосних «ч» і «т». Ймовірно, звідси також слово «потороча». Існує думка про походження «потерча» від дієслова «потерпати» за аналогією до «страдча»: бо «терпіти», «потерпати» в західноукраїнських говірках, як відомо, означає те саме, що й «страдати» у східних чи «страждати» в літературній мові. Тож «потерча» — це, ймовірніше, просто колишнє «потерпча» — бо воно, будучи нехрещеним, потерпає на тому світі, так само, як «страдча» — «страдає», адже його там, як уже було сказано, мучать злі духи. Таким чином, за значенням слова «потерча» і «страдча», швидше за все, абсолютно однакові.

## Аналогії в інших народів
Вірування в душі нехрещених дітей перекликаються із віруваннями інших християнських народів. Приміром, греки вірили, що телонії — діти, померлі без хрещення, — живуть у ранкових туманах. Душі цих дітей літають над полями й луками барвистими метеликами, бджолами та іншими комахами, живлячись соком квітів. Матері курили ладаном перед образом Богородиці, щоб заспокоїти тіні своїх нещасних немовлят.
У росіян нехрещених дітей було заведено ховати на болоті: це відображало уявлення про потерчат як про демонічних істот, здатних нашкодити.

## Згадки в літературі
Існує ряд згадок про потерчат в українській літературі. Зокрема, потерчат, які вже стали русалками, зобразив Тарас Шевченко в баладі «Причинна»: